# Artner Teréz
Artner Teréz, németül: Therese von Artner, írói álneve: Theone (Sempte, 1772. április 19. – Zágráb, 1829. november 5.) költőnő

## Élete
A 19. századi német irodalomban Theone néven volt ismert. evangélikus magyar nemes szülőktől származott. Apja Artner Lipót császári és királyi lovasszázados, később vezérőrnagy volt. Sopronban nevelkedett, de szülei korán elhunytak, 1811-ben pedig vagyonának nagy része is odaveszett, és a költészetben keresett vigasztalást. Konrád Dórával, Tiell Mariannával és Karoline Pichlerrel, szintén német írónőkkel, szellemébresztő baráti viszonyban és levelezésben állt. 1818-tól több éven át Zay Mária grófnőnél, Zayugrócon tartózkodott. Később Zágrábba költözködött rokonaihoz, és haláláig ott élt.

## Művei

Briefe über einen theil von Croatien und Italien, 1830

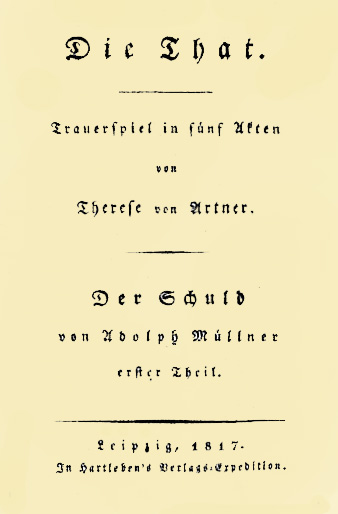
Die That című szomorújátékának címlapja

- Das Fest der Tugend, ein Schäferspiel mit Chören. Oedenburg, 1798
- An Eleonoren Gräfin von Colloredo. geborne Freyinn von Wagenfels. Oedenburg, 1798
- An Eleonoren Gräfin von Pejachevich, geborne Gräfin von Erdődy. Oedenburg, 1798
- Feldblumen auf Ungarns Fluren gesammelt. Jena, 1800. (Tiell Mariannával, ki Nina név alatt irt. 2. kiadás. Jena, 1812)
- Neuere Gedichte von Theone. Tübingen, 1806
- Die That. Trauerspiel in 5 Akten. Pest, 1817 (Müllner Adolf hires tragédiájának, «Die Schuld» kiegészítése a cselekvény előzményeinek földolgozásával).
- Gedichte. Gewählt, verbessert, vermehrt I-II. Leipzig, 1818 Első rész Második rész
- Rettung und Lohn. Lustspiel in 1 Aufz. Agram, 1823
- Stille Grösse. Schauspiel in 3 Aufz. Kaschau, 1824 (Kézirata az Országos Széchényi Könyvtárban.)
- Regenda und Wladimir. Schauspiel in 2 Akten. Kaschau, 1824
- Zur feyerl. Jubelfeyer Sr. Excellenz des hochw. Herrn Maximilian Verhovacz von Rakitovitz, Bischof von Agram. Agram, 1826
- Briefe über einen Theil von Croatien und Italien, an Caroline Pichler. Pesth, 1830
- Theone. Mária Terézia Artnerová, 1772-1829. Zborník k 240. výročiu narodenia; összeáll. Anna Jónásová; OZ Galanta literárna–Galantská knižnica, Galanta, 2012

Költeményei a következő gyűjteményes munkákban is megjelentek: Vaterl. Almanach von Ungarn, 1821, Zerffi és Habermanntól kiadva; Hormayr Taschenbuch-ja 1822. és Archiv-ja 1812. 1826. és 1828; továbbá a Minerva, Aglaja és Iris almanachokban.